# Flughafen Örebro

i7
i11
i13
Der Flughafen Örebro (alternativ auch Flughafen Örebro-Läns; IATA-Code: ORB, ICAO-Code: ESOE) ist ein Flughafen in der Provinz Örebro län im Süden Schwedens und liegt rund zehn Kilometer westlich von Örebro. Betreiber des Flughafens ist die eigens gegründete Örebro Läns Flygplats AB. Der Flughafen besitzt eine 2602 Meter lange Start- und Landebahn mit der Ausrichtung 01/19 und wurde im Jahr 2016 von rund 100.000 Passagieren benutzt.

## Flugziele
Folgende Flugziele wurden Dezember 2019 vom Flughafen Örebro angeboten.
| Fluggesellschaft  | Flugziel                                                           |
| ----------------- | ------------------------------------------------------------------ |
| Jet Time          | saisonal: Antalya, Chania, Gran-Canaria, Larnaca, Split, Teneriffa |
| Sunclass Airlines | saisonal: Gran-Canaria, Palma de Mallorca, Phuket, Rhodos          |
| TUIfly Nordic     | saisonal: Krabi, Phuket                                            |

## Zwischenfälle
Am 8. Juli 2021 stürzte eine mit einem Piloten und acht Fallschirmspringern besetzte de Havilland Canada DHC-2 Turbo-Beaver (Luftfahrzeugkennzeichen SE-KKD) kurz nach dem Start ab. Alle neun Personen an Bord kamen ums Leben.